# Federação Internacional De Tênis De Mesa
A Federação Internacional De Tênis De Mesa (ITTF) é o órgão de administração para todos os nações que competem no tênis de mesa e associações que utilizam raquetes de tênis de mesa e borrachas aprovadas pela ITTF. O papel da ITTF não inclui somente a supervisão de regras e regulamentos mas a procura de melhorias tecnológicas para a pratica do tênis de mesa. A ITTF é a responsável pela organização de inúmeras competições internacionais, incluindo o Campeonato Mundial De Tênis De Mesa.
1. ↑  «Home». International Table Tennis Federation